# Chitrella transversa
Chitrella transversa är en spindeldjursart som först beskrevs av Banks 1909.  Chitrella transversa ingår i släktet Chitrella och familjen spinnklokrypare. Inga underarter finns listade i Catalogue of Life.